# Phoneutria fera
Phoneutria fhera (coneguda com a aranya bananera, ja que es pot trobar en les bananer) és una aranya d'Amèrica del Sud de la família dels ctènids (Ctenidae), caracteritzada per l'alta toxicitat del seu verí. Phoneutria phera s'ha localitzat a Equador, el Perú, Brasil, Surinam, Guyana i, recentment, Colòmbia.
Es caracteritza per presentar un cos de 3,5 cm a 5 cm amb una de separació entre les potes de fins a 17 cm en les femelles. Caminen d'una manera característica. Són molt agressives i verinoses; el verí que produeixen presenta un component neurotòxic, que és tan potent que 0,006 mg és suficient per matar un ratolí. Sovint, entren en els habitatges humans a la recerca de menjar, o buscant parelles per aparellament, ja que solen habitar amagades a la roba i a les sabates. Quan se'ls molesta, mosseguen amb fúria diverses vegades, i centenars d'accidents relacionats amb aquesta espècie es registren cada any.
Es considera que és l'aranya més verinosa del món, segons el Llibre Guinness, per la potència del seu verí neurotòxic. A Brasil, és la segona aranya que provoca més accidents, només superada per Loxosceles (aranya marró o "brown spider"). No obstant això, a diferència de Loxosceles, és extremadament agressiva.
Els símptomes que poden presentar les persones que presenten una mossegada són: dolor local, sudoració a la regió mossegada, taquicàrdia, hipertensió arterial, agitació, vòmits, diarrea, edema agut de pulmó.